# M39 (бронеавтомобиль)
M39 — нидерландский средний бронеавтомобиль периода Второй мировой войны. Единственный серийный нидерландский бронеавтомобиль собственной разработки, M39 был создан фирмой DAF в 1938 году на базе стандартного армейского грузового автомобиля. Армией Нидерландов было заказано 36 бронеавтомобилей этого типа, из которых до капитуляции Нидерландов в мае 1940 года успели произвести, по разным данным, 12 или 24 единицы. 12 бронеавтомобилей этого типа были ко времени германского вторжения формально сведены в 3-й эскадрон бронеавтомобилей, однако были недоукомплектованы и участия в боях практически не принимали. Захваченные вермахтом бронеавтомобили этого типа были поставлены им на вооружение под обозначением Pz.Sp.Wg. DAF201(h) и использовались на советско-германском фронте, на Ленинградском фронте, где вермахтом была потеряна часть этих машин, и в противопартизанских операциях, по меньшей мере до 1943 года.